# Saint-Priest-sous-Aixe
Saint-Priest-sous-Aixe település Franciaországban, Haute-Vienne megyében. Lakosainak száma 1764 fő (2022. január 1.). Saint-Priest-sous-Aixe Aixe-sur-Vienne, Cognac-la-Forêt, Saint-Yrieix-sous-Aixe, Séreilhac és Verneuil-sur-Vienne községekkel határos.

## Népesség
A település népessége az elmúlt években az alábbi módon változott:
| Lakosok száma | 1656 | 1698 | 1750 | 1746 | 1763 | 1790 | 1809 | 1786 | 1764 |
|               | 2013 | 2015 | 2016 | 2017 | 2018 | 2019 | 2020 | 2021 | 2022 |